# Tenjo Tenew
Tenjo Georgiew Tenew (bg. Теньо Георгиев Тенев; ur. 28 marca 1972) – bułgarski zapaśnik walczący w stylu klasycznym. Zajął ósme miejsce na mistrzostwach świata w 2001. Srebrny medalista mistrzostw Europy w 2002. Drugi na ME młodzieży w 1992. Mistrz Europy juniorów w 1989 roku.